# Alberto Soto
Alberto Soto Pacheco (Torreón, Coahuila, México; 18 de enero de 1984) es un exfutbolista mexicano. Jugaba como mediocampista.

## Trayectoria
Llegó al Santos Laguna en 2007. Empezó jugando con los equipos de categorías inferiores. Debutó con el primer equipo el 16 de marzo de 2008, en la derrota de Santos ante Jaguares de Chiapas por marcador de 1-3, entró de cambio en el segundo tiempo en lugar de Fernando Arce. Ese mismo torneo de su debut consiguió el campeonato de liga al derrotar a Cruz Azul en la final. En total jugó 5 partidos de liga y uno en la Concacaf Liga Campeones.
Estuvo turnando actuaciones en el equipo de la Segunda División de México y el Santos Laguna A durante varias temporadas. Durante la temporada 2009-10 jugó con el equipo sub-20. La siguiente temporada pasó a formar parte del Deportivo Guamúchil de la segunda división y la temporada 2011-12 jugó con Tampico Madero Fútbol Club, el cual fue su último equipo obligado a retirarse prematuramente Tras no pulir las habilidades que demostró en la cantera de los santos y así concluyó la carrera de un jugador de medio pelo que por ser engreído y muy egocéntrico al igual que su madre pagó factura ..

## Selección nacional
Fue convocado por Jesús Ramírez para jugar el premundial sub-17 de 2007. Participó en el empate a ceros ante la selección de Haití, el cual dejó a México fuera de la Copa Mundial de Fútbol Sub-17 de 2007.

## Clubes
| Club                       | País   | Año         | Partidos |
| -------------------------- | ------ | ----------- | -------- |
| Club Santos Laguna         | México | 2007 - 2010 | 5        |
| Deportivo Guamúchil        | México | 2010 - 2011 | 15       |
| Tampico Madero Fútbol Club | México | 2011 - 2012 | 29       |

## Palmarés

### Campeonatos nacionales
| Título                     | Club               | País   | Año           |
| -------------------------- | ------------------ | ------ | ------------- |
| Primera División de México | Club Santos Laguna | México | Clausura 2008 |